# جبل كودون
جبل كودون (بالفرنسية: mont Coudon) هو أحد القمم الرئيسية لجبال تولون. ويصل ارتفاعه إلى 700 متر. عند سفحه تقع، بلديات تولون ولا فاليت دو فار. يُطلق عليه ببساطة اسم لو كودون في المنطقة. تم تسمية المدرسة الثانوية العامة والتكنولوجية في لا جارد باسم ثانوية كودون.

## الجغرافيا

### الوصول
يمكن الوصول إلى قمة الجبل عن طريق الطريق الإقليمي دي446 الذي يربط تولون-الغرب بالمنطقة التجارية في جراند فار الواقعة في بلديتي لا فاليت دو فار ولا جارد.
يُمنع الوصول إلى قمة جبل كودون لوجود حصن كودون الشرقي، المعروف باسم حصن الملازم جيراردون وهو اليوم قاعدة مراقبة عسكرية مهمة جدًا لمنطقة الدفاع العسكري "البحر الأبيض المتوسط".

### بانوراما
يمكن رؤية جبال الألب في العديد من أيام السنة، خاصة في أيام الميسترال القوية عندما يكون الطقس صافياً. من الممكن، في شهر نوفمبر بشكل عام، ولمدة تتراوح بين يوم واحد وثلاثة أيام فقط في السنة، رؤية القمم الكورسيكية من خلال صدى الغلاف الجوي. تُحجب الرؤية من الغرب بواسطة جبل فارون وجبل كوم.

### الجيولوجيا
يمثل جبل كودون نهاية سلسلة جبال تولون، التي تبدأ حول باندول وتنتهي بشكل حاد في بلدة لا فاليت دو فار. الجبل مصنوع من الحجر الجيري الأبيض، وهي ميزة تبرز بشكل أفضل من جبل كاووم أو جبل فارون.

## تاريخ
تسلق الكاتب جورج ساند الجبل في 21 مايو 1861 وذكره في مذكراته المعنونة بـ"رحلة الجنوب" وكذلك في كتاب "الطرفاء".

## أنشطة

### ركوب الدراجات
يبلغ طول المسار 6.1 كم ويبلغ ارتفاعه 438 مترًا بمتوسط انحدار 7.2%.

### التسلق
الجبل هو موقع تسلق، تم وصفه في عدة أدلة.  ويضم على سفوحه الجنوبية والشمالية الشرقية قطاعات من الطرق الطويلة المجهزة لرياضة التسلق.

## الملاحظات والمراجع
1. ↑  "Fort Est du Coudon, dit fort Lieutenant Girardon - Inventaire Général du Patrimoine Culturel". dossiersinventaire.maregionsud.fr. مؤرشف من الأصل في 2020-03-27. اطلع عليه بتاريخ 2020-03-27.
2. ↑  Boutonné, Christian. (2013). "Grimper autour de Toulon". Comité départemental FFME du Var. ISBN:978-2-9510409-6-0. اطلع عليه بتاريخ 2020-03-27.

### مقالات ذات صلة
- تحصينات تولون